# 星の消えた夜に
『星の消えた夜に』（ほしのきえたよるに）は、Aimerのコンピレーション・アルバム。2022年1月26日にSACRA MUSICから発売された。

## 概要
Aimer初のB-SIDE COLLECTION ALBUMであり、SACRA MUSICレーベル移籍後初のアルバム。
今までのシングルにB面として発表されたオリジナル曲が全て収録された。しかし、リミックスや別バージョン、ミニアルバム「After Dark」「誰か、海を。 EP」の曲は収録されていない。
自身初の2枚組となっており、1枚目にはこれまで発表されたシングルのカップリング曲（B面）15曲に加え、2枚目にはアルバム未収録のシングル「ONE AND LAST」や未発表音源、短編アニメ「夜の国」関連曲や初音源化のカバー曲など全8曲が収録された完全未発表の楽曲で構成されている。

## 収録曲

### CD1
1. Run Riot (4:14) 
18thシングル収録。
2. Work it out (3:40)
19thシングル収録。
3. Mine (5:08)
6thシングル収録。
4. Ophelia (6:44)
8thシングル収録。
5. スピカ (5:10)
9thシングル収録。
6. 夏草に君を想う (4:23)
11thシングル収録。
7. tone (4:48)
10thシングル収録。
8. 悲しみの向こう側 (6:00)
19thシングル収録。
9. Blind to you (4:42)
17thシングル収録。
10. my sweetest one (4:40)
7thシングル収録。
11. 今日から思い出 (5:06)
5thシングル収録。
12. Ash flame (3:48)
19thシングル収録。
13. Daisy (4:21)
17thシングル収録。
14. Even Heaven (7:41)
6thシングル収録。
15. 星の消えた夜に (5:54)
5thシングル収録。

### CD2
1. ONE AND LAST (4:48)
映画「あなたの番です 劇場版」主題歌。
アルバム初収録。
曲名はドラマ「あなたの番です」の主題歌である「STAND-ALONE」のアナグラムとなっている。
MVには上記映画にも出演している女優の西野七瀬が出演している。
2. トリル -starless night ver.- (5:31)
6thアルバム『Walpurgis』収録曲のアレンジ版。
原曲はアニメ「夜の国」第1夜主題歌
3. グレースノート (5:02)
アニメ「夜の国」第2夜主題歌
アルバム初収録。
4. 星の消えた夜に -rit. ver.- (6:03)
アニメ「夜の国」第3夜主題歌
5. セプテンバーさん (5:04)
RADWIMPSのカバー。11thシングル収録。
6. Raining (5:05)
Coccoのカバー。14thシングル収録。
7. 糸 (3:45)
中島みゆきのカバー。13thシングル収録。
8. 花束のかわりにメロディーを (5:00)
清水翔太のカバー。新録。

### DVD・BD（完全盤・初回盤共通）
- 「ONE AND LAST」MUSIC VIDEO
- 「トリル」MUSIC VIDEO
- 「グレースノート」MUSIC VIDEO
- 「星の消えた夜に -rit. ver.-」MUSIC VIDEO

#### 完全生産限定盤（BD）のみ特典映像
- 短編アニメ「夜の国」第1夜 -22時の案内人-
- 短編アニメ「夜の国」第2夜 -26時の探し物-
- 短編アニメ「夜の国」第3夜 -4時の手紙-
- Aimer 10th Anniversary Live in SAITAMA SUPER ARENA "night world"

1. 眠りの森
2. 7月の翼
3. トリル
4. 悲しみはオーロラに
5. tone
6. あなたに出会わなければ～夏雪冬花～
7. AM02:00
8. グレースノート
9. 星屑ビーナス
10. AM03:00
11. Noir! Noir!
12. Run Riot
13. SPARK-AGAIN
14. AM04:00
15. 星の消えた夜に
16. LAST STARDUST
17. 蝶々結び